# فابین مرکادال
فابین مرکادال (انگلیسی: Fabien Mercadal؛ زادهٔ ۲۹ فوریهٔ ۱۹۷۲) بازیکن فوتبال اهل فرانسه است.